# Annette Andre
Annette Andre (n. 24 iunie 1939, Sydney, New South Wales) este o actriță australiană.
Andre a debutat în anul 1960 cu rolul jucat în filmul "The Slaughter of St Theresa's Day". Cele mai multe roluri le-a avut în filme TV ca: Whiplash, The Avengers, Adam Adamant Lives!, The Troubleshooters, The Baron, Sfântul (The Saint), Maigret și The Prisoner.

## Filmografie
- 1960: The Slaughter of St Theresa's Day
- 1964: This Is My Street
- 1965: Up Jumped a Swagman
- 1965: The Heroes Of Telemark
- 1966: He Who Rides a Tiger
- 1966: A Funny Thing Happened on the Way to the Forum
- 1967: Mister Ten Percent
- 1976: Mission: Monte Carlo